# Teatro Impavidi
(Motto che animava gli otto fondatori, inciso su una lapide posta all'ingresso del teatro)
Il Teatro Impavidi è l'unico teatro della città di Sarzana e il terzo, per capienza, della provincia della Spezia.
L'Impavidi sorge prospiciente alla piazza Garibaldi, sull'impianto abbandonato della chiesa e del convento dei frati domenicani, a connotare il carattere di tempio laico della borghesia sarzanese all'inizio del XVIII secolo.

## Storia
Il progetto fu affidato all'architetto Paolo Bargigli, allora professore dell'Accademia di belle arti di Carrara, affiancato da Bernardo Valenti. La costruzione iniziò il 31 maggio 1807 e si concluse nel luglio 1809. Il teatro fu inaugurato il 9 settembre 1809. La maggior parte delle strutture preesistenti vennero demolite ma vi sono ancora alcune tracce dell'edificio precedente, come una lunetta affrescata nei camerini del teatro, che indica il chiostro presente nell'edificio attiguo e come il pozzo sottostante il palco, che potrebbe essere stato ad uso del convento.
Il soffitto crollò nel 1815 e dopo un anno di lavori il teatro riaprì con la volta nuovamente affrescata. Un ulteriore danno avvenne durante la seconda guerra mondiale, quando una bomba perforò la volta e danneggiò irreparabilmente una parte degli affreschi. La struttura, sottoposta a un restauro iniziato nel 1996 e durato fino al 2005, tornò quindi in attività.

## Descrizione
Il prospetto che si affaccia sulla piazza è costituito da due ordini di finestre, di cui alcune timpanate. La facciata è impreziosita dal cornicione, da alcune lesene e dalla presenza di vari elementi in ferro battuto come i portalampade, i supporti delle grondaie, i frangi acque, a testimoniare ulteriormente la tradizione sarzanese dell'artigianato del ferro battuto.
All'interno la platea è contornata da tre ordini di palchi e da un loggione centrale, per un totale di circa 381 posti a sedere, e senza considerare il loggione che per motivi di sicurezza è chiuso al pubblico. Il teatro è arricchito da decorazioni, stucchi e medaglioni. Il boccascena quadrato presenta nella parte superiore un arcoscenico rettilineo sostenuto da lesene di ordine corinzio, il sipario anteriore raffigura Omero nell'atto di suonare la lira e le tramezze che separano i palchetti sono adornate con cariatidi in rilievo. Il soffitto fu decorato dal pittore genovese Giovan Battista Celle e il tetto soprastante è sorretto da capriate in legno che coprono una luce di circa 15 metri, con un'imponente orditura lignea di travi e travicelli.

## Galleria d'immagini

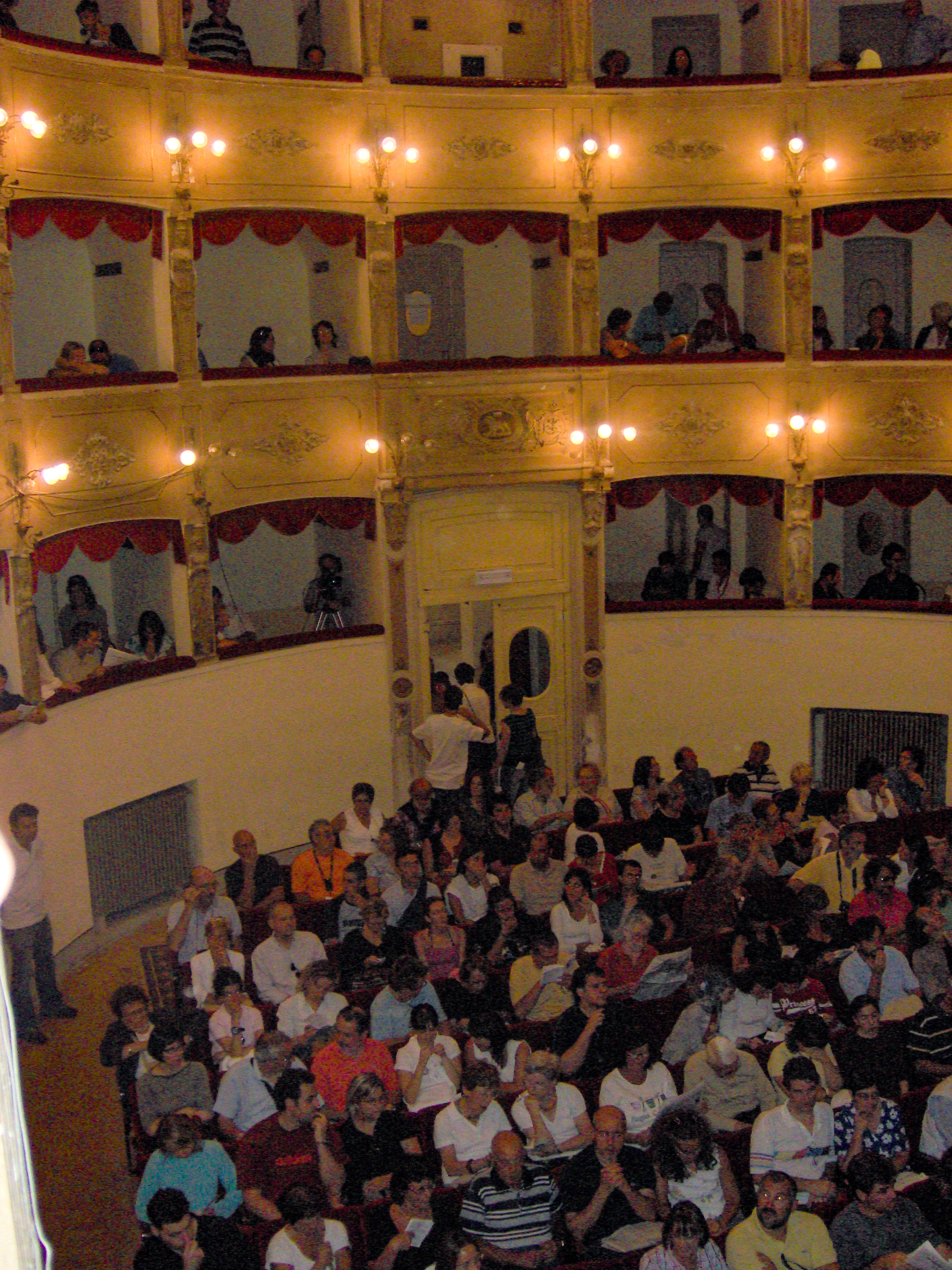
Una immagine degli interni.
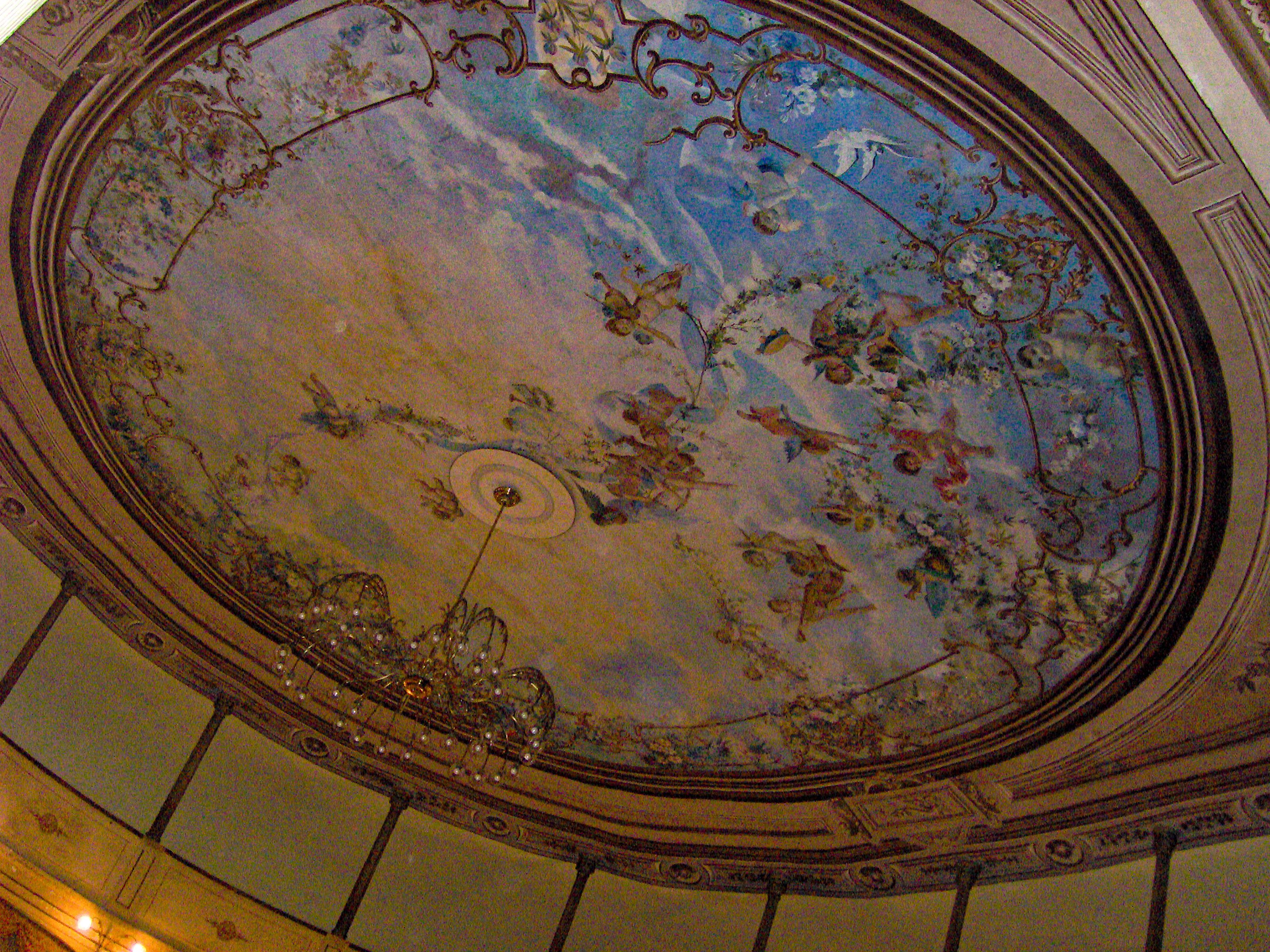
Un dettaglio del soffitto del teatro.